# ACT UP
AIDS Coalition to Unleash Power (ACT UP) é um grupo político internacional de base que trabalha para acabar com a pandemia da AIDS. O grupo trabalha para melhorar a vida das pessoas com AIDS por meio de ação direta, pesquisa médica, tratamento e defesa, e trabalhando para mudar a legislação e as políticas públicas.
O ACT UP foi formado em março de 1987 no Centro de Serviços Comunitários para Gays e Lésbicas na cidade de Nova York. Larry Kramer foi convidado a falar como parte de uma série de palestrantes rotativos, e seu discurso muito concorrido enfocou a ação para combater a AIDS. Kramer se manifestou contra o atual estado da Crise da Saúde dos Homens Gays (GMHC), que ele considerou politicamente impotente. Kramer foi cofundador do GMHC, mas renunciou ao conselho de administração em 1983. De acordo com Douglas Crimp, Kramer fez uma pergunta ao público: "Queremos começar uma nova organização dedicada à ação política?" A resposta foi "um sonoro sim". Aproximadamente 300 pessoas se reuniram dois dias depois para formar a ACT UP.
Na Segunda Marcha Nacional de Washington pelos Direitos de Lésbicas e Gays, em outubro de 1987, o ACT UP New York fez sua estreia no cenário nacional, como uma presença ativa e visível tanto na marcha, no comício principal, e na desobediência civil no edifício da Suprema Corte dos Estados Unidos no dia seguinte. Inspirados por essa nova abordagem de ação direta e radical, outros participantes desses eventos voltaram para suas casas em várias cidades e formaram filiais locais do ACT UP em Boston, Chicago, Los Angeles, Rhode Island, São Francisco, Washington, DC e outros locais, primeiro em todo os Estados Unidos e, eventualmente, internacionalmente.

## Ações ACT UP New York

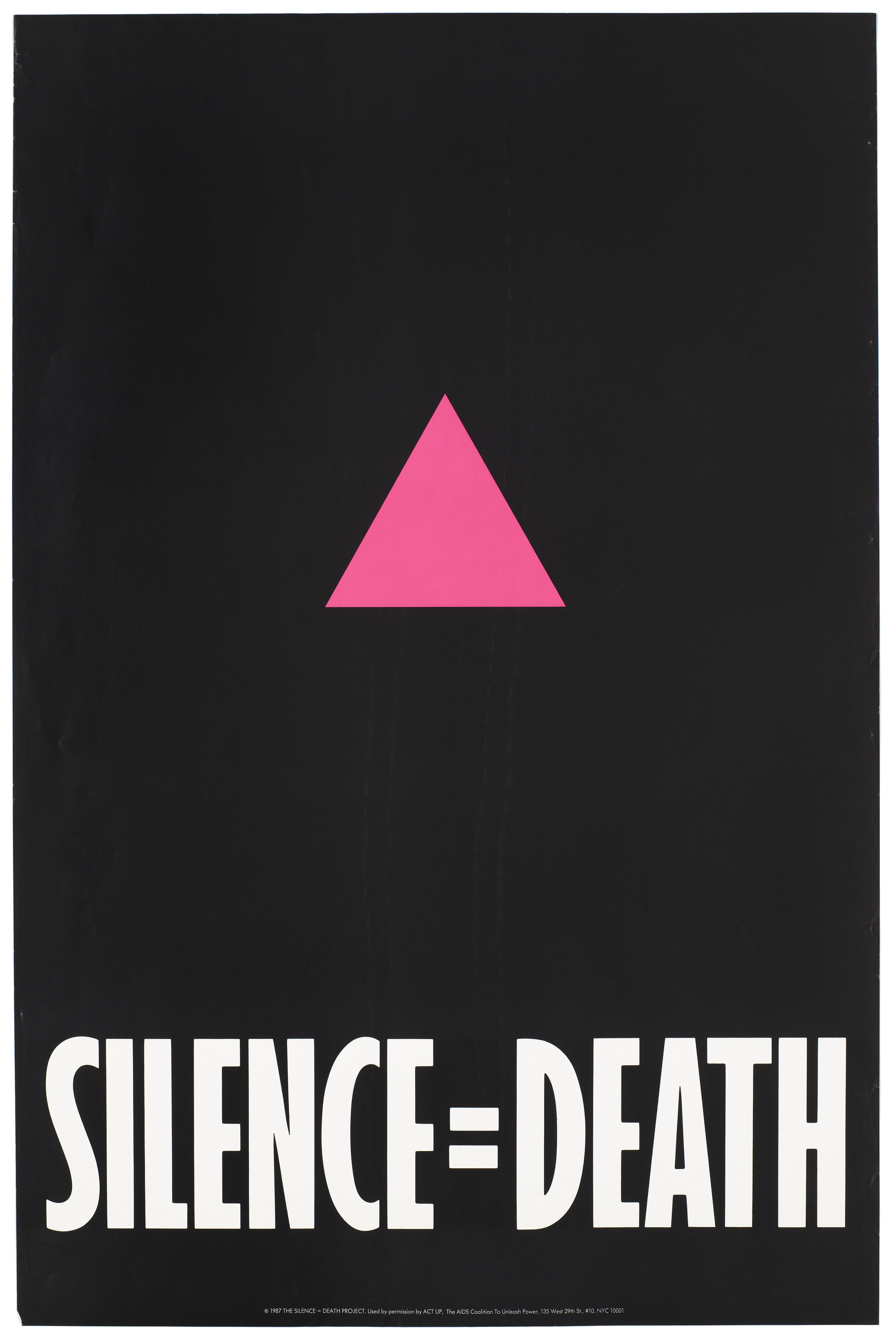
Pôster "Silêncio = Morte"

Os seguintes relatos cronológicos das ações do ACT UP em Nova York foram extraídos da história do ACT UP de Douglas Crimp, do Projeto de História Oral ACT UP e da História da cápsula online do ACT UP, Nova York.

### Wall Street
Em 24 de março de 1987, 250 membros da ACT UP manifestaram-se em Wall Street e na Broadway para exigir maior acesso a medicamentos experimentais contra a AIDS e por uma política nacional coordenada de combate à doença. Um artigo de opinião de Larry Kramer publicado no The New York Times no dia anterior descreveu algumas das questões com as quais a ACT UP estava preocupada. Dezessete membros da ACT UP foram presos durante esta desobediência civil .
Em 24 de março de 1988, o ACT UP voltou a Wall Street para uma manifestação maior, na qual mais de 100 pessoas foram presas.
Em 14 de setembro de 1989, sete membros da ACT UP se infiltraram na Bolsa de Valores de Nova York e se acorrentaram à varanda VIP para protestar contra o alto preço do único medicamento aprovado para a AIDS, o AZT . O grupo exibiu um banner que dizia "VENDAS BEM-VINDAS" referindo-se ao patrocinador farmacêutico do AZT, Burroughs Wellcome, que havia estabelecido um preço de aproximadamente US $ 10.000 por paciente por ano para o medicamento, bem fora do alcance de quase todas as pessoas HIV positivas. Vários dias após essa demonstração, Burroughs Wellcome baixou o preço do AZT para US $ 6.400 por paciente por ano.

### General Post Office
ACT UP realizou sua próxima ação no New York City General Post Office na noite de 15 de abril de 1987, para um público de pessoas que preenchiam declarações de impostos de última hora. Este evento também marcou o início da fusão de ACT UP com o Projeto Silêncio = Morte, que criou um pôster consistindo de um triângulo rosa do lado direito (um triângulo rosa de cabeça para baixo foi usado para marcar gays em campos de concentração nazistas) em um fundo preto com o texto "SILÊNCIO = MORTE". Douglas Crimp disse que esta demonstração mostra o "conhecimento da mídia" do ACT UP porque a mídia televisiva "rotineiramente faz histórias sobre relatórios de imposto de renda". Como tal, ACT UP tinha cobertura da mídia praticamente garantida.

### RevistaCosmopolitan
Em janeiro de 1988, a revista Cosmopolitan publicou um artigo de Robert E. Gould, um psiquiatra, intitulado "Notícias tranquilizadoras sobre a AIDS: um médico diz por que você não pode estar em risco". A principal alegação do artigo era que no sexo vaginal desprotegido entre um homem cis e uma mulher cis com "órgãos genitais saudáveis" o risco de transmissão do HIV era insignificante, mesmo se o parceiro estivesse infectado. Mulheres da ACT UP que vinham tendo "jantares de sapatão" informais se reuniram com o Dr. Gould pessoalmente, questionando-o sobre vários fatos enganosos (que a transmissão do pênis para a vagina é impossível, por exemplo) e métodos jornalísticos questionáveis (sem revisão por pares, informações bibliográficas, não divulgando que era psiquiatra e não praticante de medicina interna), e exigiu uma retratação e um pedido de desculpas. Quando ele se recusou, nas palavras de Maria Maggenti, eles decidiram que "tinham que fechar a Cosmo". Segundo as pessoas que participaram da organização da ação, foi significativo por ser a primeira vez que as mulheres do ACT UP se organizaram separadamente do corpo principal do grupo. Além disso, as filmagens da ação em si, a preparação e o resultado foram todos planejados conscientemente e resultaram em um curta-metragem dirigido por Jean Carlomusto e Maria Maggenti, intitulado "Médico, Mentiroso e Mulheres: Ativistas da AIDS Dizem Não ao Cosmo". A ação consistiu em aproximadamente 150 ativistas protestando em frente ao Edifício Hearst (empresa-mãe da Cosmopolitan ) gritando "Diga não ao Cosmo!" e segurando cartazes com slogans como "Sim, a Cosmo Girl PODE pegar AIDS!"  Embora a ação não tenha resultado em nenhuma prisão, ela chamou a atenção da mídia televisiva para a polêmica em torno do artigo. Phil Donahue, Nightline e um talk show local chamado "People Are Talking" todos apresentaram discussões sobre o artigo. No último, duas mulheres, Chris Norwood e Denise Ribble, subiram ao palco depois que o apresentador, Richard Bey, interrompeu Norwood durante uma conversa sobre se mulheres heterossexuais correm risco de AIDS. As filmagens de todas essas aparições na mídia foram editadas em "Doctors, Liars and Women". A Cosmopolitan acabou publicando uma retratação parcial do conteúdo do artigo.

## Estrutura do ACT UP

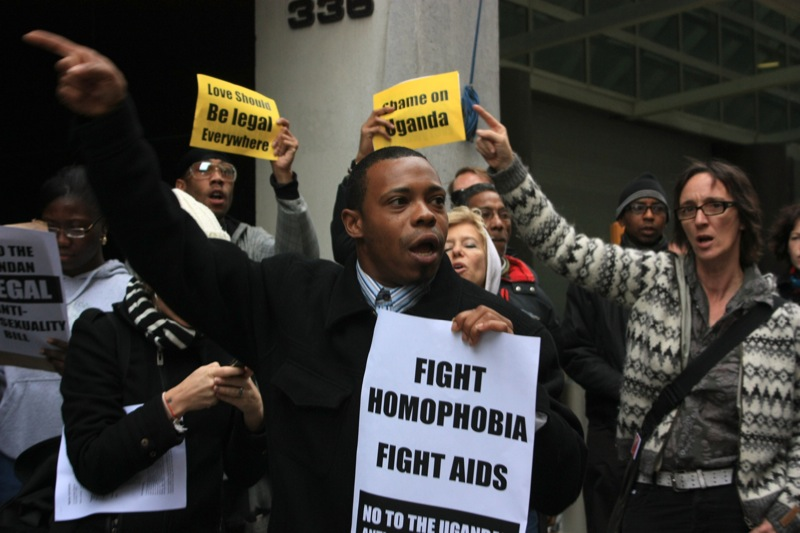
Protestos da ACT UP em Nova York contra o projeto de lei anti-homossexualidade de Uganda

ACT UP foi organizado como efetivamente sem liderança; havia uma estrutura formal de comitês. Bill Bahlman lembra que inicialmente havia dois comitês principais. Havia o Comitê de Assuntos que estudou escrupulosamente as questões em torno de um avanço que o grupo desejava alcançar e o Comitê de Ações que planejaria um Zap ou Demonstração para atingir aquele objetivo específico. Isso foi intencional da parte de Larry Kramer: ele o descreve como "democrático até demais". Seguia uma estrutura de comitê com cada comitê reportando a uma reunião do comitê coordenador uma vez por semana. As ações e propostas eram geralmente levadas ao comitê de coordenação e, em seguida, ao plenário para votação, mas isso não era necessário - qualquer moção poderia ser levada à votação a qualquer momento. Gregg Bordowitz, um dos primeiros membros, disse sobre o processo:
É assim que a política democrática de base funciona. Até certo ponto, é assim que a política democrática deve funcionar em geral. Você convence as pessoas da validade de suas ideias. Você tem que ir lá e convencer as pessoas.
Isso não quer dizer que foi na prática puramente anárquica ou democrática. Bordowitz e outros admitem que certas pessoas foram capazes de comunicar e defender suas ideias com mais eficácia do que outras. Embora Larry Kramer seja frequentemente rotulado como o primeiro "líder" do ACT UP, conforme o grupo amadurecia, aquelas pessoas que regularmente compareciam às reuniões e faziam sua voz ser ouvida se tornavam canais através dos quais pequenos "grupos de afinidade" apresentariam e organizariam suas ideias. A liderança mudou de mãos com freqüência e de repente.
- Alguns dos Comitês foram:
  - Comitê de Problemas
  - Comitê de Ação
  - Comitê de Finanças
  - Comitê de Divulgação
  - Comitê de Tratamento e Dados
  - Comitê de Mídia
  - Comitê de Gráficos
  - Comitê de Moradia

Nota: Como o ACT UP não tinha um plano formal de organização, os títulos desses comitês são um tanto variáveis e alguns membros se lembram deles de forma diferente de outros.
Além dos Comitês, havia também Caucuses, órgãos criados por membros de comunidades específicas para criar espaço para atender às suas necessidades. Entre os ativos no final da década de 1980 e / ou início da década de 1990 estavam o Women's Caucus (às vezes chamado de Comitê Feminino)  e o Latino / Latina Caucus.

## Anos posteriores
ACT UP, embora extremamente prolífico e certamente eficaz em seu auge, sofreu pressões internas extremas sobre a direção do grupo e da crise da AIDS. Após a ação no NIH, essas tensões resultaram em um corte efetivo do Comitê de Ação e do Comitê de Tratamento e Dados, que se reformou como Grupo de Ação de Tratamento (TAG). Vários membros descrevem isso como um "corte da natureza dual do ACT UP".
Em 2000, a ACT UP / Chicago foi incluída no Chicago Gay and Lesbian Hall of Fame .
Células do ACT UP continuam a se reunir e protestar, embora com um número menor de membros. ACT UP / NY e ACT UP / Philadelphia são particularmente robustos, com outras células ativas em outros lugares.
Housing Works, a maior organização de serviço de AIDS de Nova York e Health GAP, que luta para expandir o tratamento para pessoas com AIDS em todo o mundo, são conseqüências diretas do ACT UP.

## Trabalhos citados
- ACT UP / Grupo de Livros sobre Mulheres e AIDS de Nova York (1990). "Mulheres, AIDS e Ativismo." South End Press.
- ACT UP / Grupo de Livros sobre Mulheres e AIDS de Nova York (1993). "La Mujer, el SIDA, y el Activismo." South End Press.
- Brier, Jennifer (2009). "Ideias infecciosas: as respostas políticas dos EUA à crise da AIDS." University of North Carolina Press.
- Laurence, Leslie (1997). "Práticas ultrajantes: como o preconceito de gênero ameaça a saúde das mulheres." Rutgers University Press.
- Faderman, Lillian (2015). The Gay Revolution. [S.l.]: Simon & Schuster. ISBN 9781451694130